# Joe Frank Edwards
Joe Frank Edwards (Richmond, Virginia, 1958. február 3. –) amerikai űrhajós.

## Életpálya
1980-ban a Haditengerészeti Akadémián (USAF Academy) repülőmérnök oklevelet szerzett. 1982-ben kapott repülőgép vezetői engedélyt. Szolgálati repülőgépe az F–14 volt. 1983-ban Libanonban teljesített szolgálatot. 1984-ben TOPGUN kiképzésben részesült. 1986-ban tesztpilóta kiképzést kapott. Az  F–14AD különböző típus és technikai változatait tesztelte. 1989-1992 között üzemeltetési és karbantartási tiszt. Több mint 4000 órát tartózkodott a levegőben, több mint 25 különböző repülőgépen repült illetve tesztelt. Több mint 650 leszállást hajtott végre repülőgép-anyahajó fedélzetére. 1991. október 13-án a II. öbölháborúban, a Perzsa-öbölben súlyos repülőgép balesetet szenvedve (a leszakadt orrkúp nekicsapódott a kabinnak, tüdő sérülés, kéztörés), minimális műszerezettség mellett is letette gépét. 1994-ben az University of Tennessse (Knoxville) keretében megvédte mérnöki diplomáját.
1994. december 9-től a Lyndon B. Johnson Űrközpontban részesült űrhajóskiképzésben. Az Űrhajózási Hivatal megbízásából az Space Shuttle és a Nemzetközi Űrállomás biztonságtechnikai kérdéseivel foglalkozott. A NASA megbízásából Oroszországban műveleti igazgatóként szolgált. Egy űrszolgálata alatt összesen 8 napot, 19 órát és 48 percet (211 óra) töltött a világűrben. Űrhajós pályafutását 2000. április 30-án fejezte be. 2002-től a National Science Center (Augusta, Georgia).

## Űrrepülések
STS–89 az Endeavour űrrepülőgép 12. repülésének pilótája. A nyolcadik Shuttle–Mir dokkolással több mint 9000 kilogramm tudományos felszerelést, logisztikai hardvert és vizet is szállított. Az előírt repülési, tudományos és kísérleti program felelőse. Egy űrszolgálata alatt összesen 8 napot, 19 órát és 48 percet (211 óra) töltött a világűrben. 5 800 000 kilométert (3 600 000 mérföldet) repült, 138 kerülte meg a Földet